# Pioniere in Ingolstadt
Pioniere in Ingolstadt ist eine Komödie in vierzehn Bildern von Marieluise Fleißer. Es liegen drei Fassungen, geschrieben 1928, 1929 und 1968, vor.
Die jungen Dienstmädchen Berta und Alma suchen Liebe, können diese aber bei den Küstriner Soldaten, die während des Baus einer hölzernen Brücke zeitweise in Ingolstadt stationiert sind, nicht finden.

## Zeit und Ort
Die Komödie spielt 1926 in Ingolstadt.

## Fassung von 1968
Der 17-jährige gehemmte, schlaksige Fabian Unertl möchte schon ein Verhältnis mit Berta, dem Dienstmädchen im Hause seines Vaters. Aber Berta lässt sich mit Korl Lettner, einem der nach Ingolstadt kommandierten Pioniere, ein. Zunächst wehrt die Jungfrau die forsche Annäherung Korls ab. Der Soldat, erfahren im Umgang mit jungen Mädchen, geht einfach seiner Wege. Berta läuft ihm nach.
Fabian macht sich im Bierzelt mit dem Feldwebel bekannt. Der Feldwebel ist empört, weil Berta zu Korl läuft und nicht bei Fabian bleibt. Also zeigt der Vorgesetzte seine Macht. Er schikaniert seinen Untergebenen Korl unter den missbilligenden Blicken der anwesenden Zivilisten.
Berta hält zu Korl. Dieser warnt die Jungfrau. Wer ihn liebt, muss leiden. Die Frau wird von ihm am Boden zerstört. Berta hat keinen Einwand.
In drastischen Wendungen macht Fabians Vater, der Geschäftsmann Unertl, seinem untergebenen Dienstmädchen Berta klar, dass sie sich mit einem Soldaten nicht sexuell einzulassen hat. Fabian distanziert sich von den beleidigenden Äußerungen seines Vaters. Nachdem Berta von Korl entjungfert wurde, muss sie über Dritte erfahren, dass Korl Vater sei und mehrere Frauen habe.
Die Demütigungen nehmen kein Ende. Fabian wird von den Soldaten in eine Tonne gesperrt. Er soll die Namen von Holzdieben preisgeben, hält aber dicht. Nachdem er wieder freigelassen wurde, wird er Zeuge einer unterlassenen Hilfeleistung mit Todesfolge: Der Feldwebel kommt in der Donau bei einem Arbeitsunfall in Ufernähe um. Die Soldaten stehen, während der Feldwebel ertrinkt, tatenlos herum. Zumindest der vom Feldwebel schikanierte Korl hat ein Motiv zu seiner Unterlassung.
Auch die stellungslose Alma, die sich mit den Soldaten abgegeben hat, wurde, ebenso wie Berta, enttäuscht. So ist Alma mit Fabian einer Meinung: Die Soldaten sind keine netten Menschen. Also geht das neue Paar miteinander ins Gebüsch. Bevor die Pioniere singend nach Küstrin abrücken, zeigen Berta und Korl vor aller Augen ihre Verbundenheit. Berta hätte in dem Verhältnis gerne Liebe dabei gehabt, doch ihr Wunsch bleibt einseitig. Korl meint: Eine Liebe muss keine dabei sein.

## Hintergrund

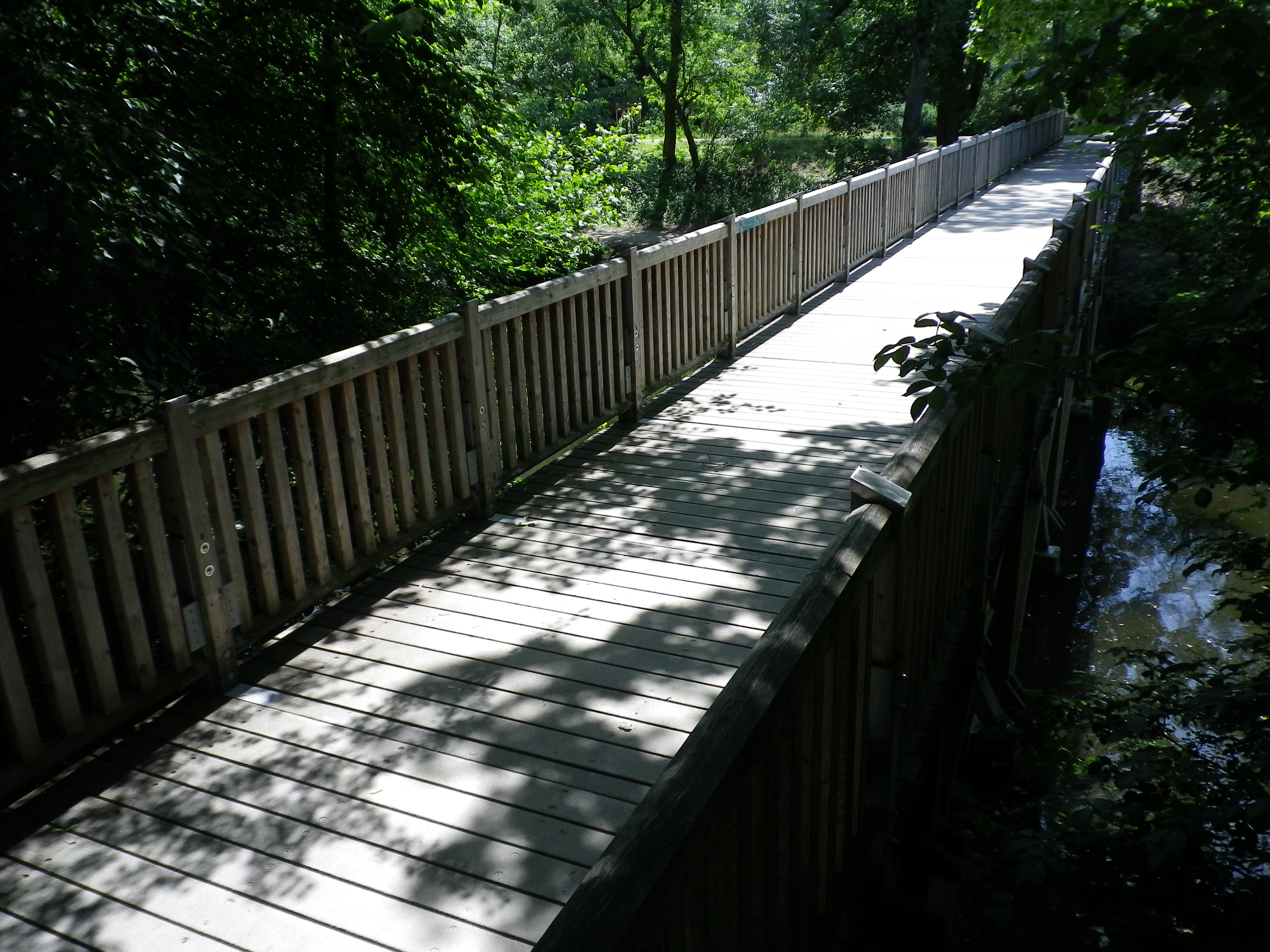
Der neue Holzsteg an der Stelle aus Pioniere in Ingolstadt

Im Mai und Juni 1926 kam die 2. Kompanie des 3. (preußischen) Pionierbataillons der Reichswehr aus Küstrin zu einer fünfwöchigen Übung nach Ingolstadt und errichtete einen Holzsteg über den zur ehemaligen Landesfestung Ingolstadt gehörenden Kanal („Künettegraben“), durch den die Schutter in die Donau mündet und der die Altstadt vom Westviertel trennte. Der sogenannte „Pioniersteg“ besteht heute noch, wurde aber 1962, 1975 und 2009 ausgebessert bzw. erneuert.

## Form
Das Stück über Soldaten und Dienstmädchen könnte unter dem Motto stehen: Der Stärkere demütigt den Schwächeren. Demgemäß dominiert ein bitterer Unterton. Der hat sich auch in der Fleißerschen Sprache niedergeschlagen. Diese ist lapidar und zutiefst desillusionierend.

## Zitat
„Wenn man sucht, findet man immer was.“ ()

## Brecht
Während der Niederschrift der ersten beiden Fassungen wurde die Autorin von Brecht „betreut“. Nach seinem Willen sollte das Stück keine richtige Handlung haben, es muss zusammengebastelt sein. Es muss ein Vater und ein Sohn sein, es muss ein Dienstmädchen sein. Die Soldaten müssen mit den Mädchen spazierengehen, ein Feldwebel muss sie schikanieren.

## Uraufführungen
- Erste Fassung: 25. März 1928 in der Komödie Dresden. Regie: Renato Mordo. Die Uraufführung war ein Misserfolg.[6]
- Zweite Fassung: 30. März 1929 im Theater am Schiffbauerdamm Berlin (Regie: Jacob Geis und Bertolt Brecht).[7] Die Aufführung endete in einem Theaterskandal. Bertolt Brecht hatte das Stück szenisch verschärft, unter anderem fand die Entjungferung des Dienstmädchens in einem rhythmisch wackelnden Pulverhäuschen auf offener Bühne statt. Der Polizeipräsident forderte daraufhin mehr Diskretion auf der Bühne. Franz Servaes fiel über die Autorin her; sprach von „hysterischen Unverfrorenheiten und Entgleisungen einer aus der Art geschlagenen Frauenphantasie“. Richard Biedrzynski (= Richard Bie) steckte das Sück in die Schublade „Drecksdrama“. Und Paul Fechter meinte, aus dem beabsichtigten „Volksstück“ sei eine „Katastrophe“ geworden, sowohl „literarisch wie menschlich“.[8] Fleißer wurde von Militaristen und der rechten Presse angefeindet und als »eine schlimmere Josephine Baker der weissen Rasse – im dicksten sexuellen Ur- und Affenwald« bezeichnet und in ihrer Heimatstadt Ingolstadt als Nestbeschmutzerin verfemt. Fleißer überwarf sich mit Brecht, da dieser sie mit den Folgen des Skandals »wie mit einem Besenkammer-Balg« (Carl-Ludwig Reichert) allein gelassen hatte.
- Dritte Fassung: Februar 1968 im Action-Theater München in bearbeiteter Fassung unter dem Namen Zum Beispiel Ingolstadt (Regie: Rainer Werner Fassbinder). Marieluise Fleißer erfuhr aus der Zeitung, dass das Stück in einer bearbeiteten Fassung gespielt werden sollte und wollte zunächst die Aufführung gerichtlich verhindern. „Ich weiß, dass Rainer sich darum persönlich bemühte, dass sie seine Bearbeitung akzeptierte. Peer Raben fuhr zu ihr nach Ingolstadt und lud sie zur Generalprobe ein. Sie kam dann zusammen mit Therese Giehse. Es gefiel ihnen.“ Sie stimmte einer Aufführung mit verändertem Titel zu.[9][10][11]
- Vierte Fassung: 1. März 1970 im Residenztheater München (Regie: Niels-Peter Rudolph).

## Selbstzeugnisse
- ‚Pioniere in Ingolstadt‘ ist ein Stück über die Ausweglosigkeit der kleinen Leute.[12]
- Das Stück sei nur eine Fingerübung und keine geglückte.[13]
- Zur Aufführung der zweiten Fassung: Brecht verlegte die Entjungferung Bertas, die hinter der Bühne geschehen sollte, in eine mit einem Fetzen verhängte Kiste, die man rhythmisch wackeln ließ.[14]
- Brecht hatte übrigens das Stück sehr gern, er hat es nie vergessen.[15]
- Zur Fassung von 1968: Die Autorin wollte das Stück noch einmal schreiben, und zwar so, wie es eigentlich hätte sein müssen.[15]
- Der gesellschaftskritische Einfluss Brechts auf mich kommt erst in meiner Bearbeitung von 1968 deutlich heraus.[15]

## Rezeption
- Die Rote Fahne bezeichnet das Stück als ein paar brombeerbillige antimilitaristische Happenpappen.[16]
- Der Völkische Beobachter trägt der Autorin noch 1933 nach: Holdem Frauenmund entschlüpfen hier roheste erotische Gemeinheiten.[16]
- Nach McGowan[17] zeigt die Komödie gewisse Vorstufen zum Faschismus.
- Nach Brecht stellt das Stück die Sitten und Gebräuche im innersten Bayern dar.[18]
- Nach Leiß und Stadler[19] scheint sich die Autorin in dem Stück ganz auf Anschauung und Wahrnehmung zu beschränken.
- Führich konstatiert: Alma arrangiert sich mit den Pionieren und verkauft ihren Körper … und hofft, sich als Prostituierte durchschlagen zu können.[20] Berta läßt es sich anfangs gefallen, von Korl unterdrückt zu werden. Der Leser kann schon vorhersehen, daß Berta als "gefallenes Mädchen" zurückbleiben wird.[21]

## Verfilmung
Das Stück wurde von Rainer Werner Fassbinder verfilmt und am 19. Mai 1971 im Fernsehen ausgestrahlt (mit Hanna Schygulla als Berta, Harry Baer als Korl, Irm Hermann als Alma, Rudolf Waldemar Brem als Fabian und Klaus Löwitsch als Feldwebel). Für weitere Informationen zum Film siehe Pioniere in Ingolstadt (Film).

## Weblink
- „Pioniere in Ingolstadt“, Eintrag IMDb 1971 in The Internet Movie Database